# カルタゴ・ノウァの戦い (紀元前209年)
カルタゴ・ノウァの戦い（カルタゴ・ノウァのたたかい）は、第二次ポエニ戦争後期に起こった、大スキピオ率いるローマ軍によるヒスパニアのカルタゴ勢の本拠地カルタゴ・ノウァへの攻撃のことである。大スキピオがヒスパニアで初めてカルタゴ勢を撃破した戦いである。また、紀元前211年に起こったバエティス川の戦いで失ったローマの勢力を再復した戦いでもある。

## 背景
第二次ポエニ戦争開始後、ヒスパニアでは善戦していたローマ軍だったが、紀元前211年に起こったバエティス川の戦いでハスドルバルによってグナエウス・コルネリウス・スキピオ・カルウス、プブリウス・コルネリウス・スキピオらの軍が壊滅した。事態の解決を図るためにローマ元老院はガイウス・クラウディウス・ネロを派遣したが、ハスドルバルに逃げられた。それに対し、元老院はプブリウス・コルネリウス・スキピオの息子大スキピオ（以降、スキピオ）をヒスパニアに派遣した。ヒスパニアのローマ軍の本拠地であるタッラコ（現タラゴナ）に到着したスキピオは、ユニウス・シレヌスに本拠地を任せ、自身は早春に3万人の兵力を、副将のレリウスは30隻の船を率いて、カルタゴ勢のヒスパニアの本拠地カルタゴ・ノウァに向かった。

## 戦闘の経過
タッラコを発ってから10日後にカルタゴ・ノウァに到着したスキピオは、夕方にもかかわらず、陣営地の建設よりも先にタッラコに対する陸上からの封鎖網を築かせた。そして、レリウスの率いていた軍船によって海側を封鎖されたカルタゴ・ノウァは、干潟があった北側のみであった。この干潟は条件が良ければ徒歩で渡ることができるが、カルタゴ側は渡ることはできないと油断していた。翌朝、陸上側の城壁をめぐって戦闘が行われている間に、スキピオは北側の干潟を2千人の兵と共に渡ってカルタゴ・ノウァに攻め込んだ。それに対し、混乱したカルタゴ側は総崩れした。そして、陸上側の城壁も突破されたカルタゴ側は降伏した。

## 戦後
スキピオは、カルタゴ・ノウァの指導者以外の住民は捕虜にせず、一部の住民を工兵として働かせた。また、武器の改良もした。ヒスパニアの先住民が使っていたFalcata（スペイン剣、ファルカタ）という両刃の剣をグラディウス・ヒスパニエンシス（Gladius Hispaniensis）としてローマ軍に導入した。兵士の訓練も熱心に行い、カルタゴ軍との戦いに備えた。